# O Aleksandrze i filozofie indyjskim
O Alexandrze i filozofie indyjskim – powiastka filozoficzna Ignacego Krasickiego ze zbioru Powieści wschodnie o wymianie myśli pomiędzy Aleksandrem Wielkim a filozofem indyjskim.

## Treść

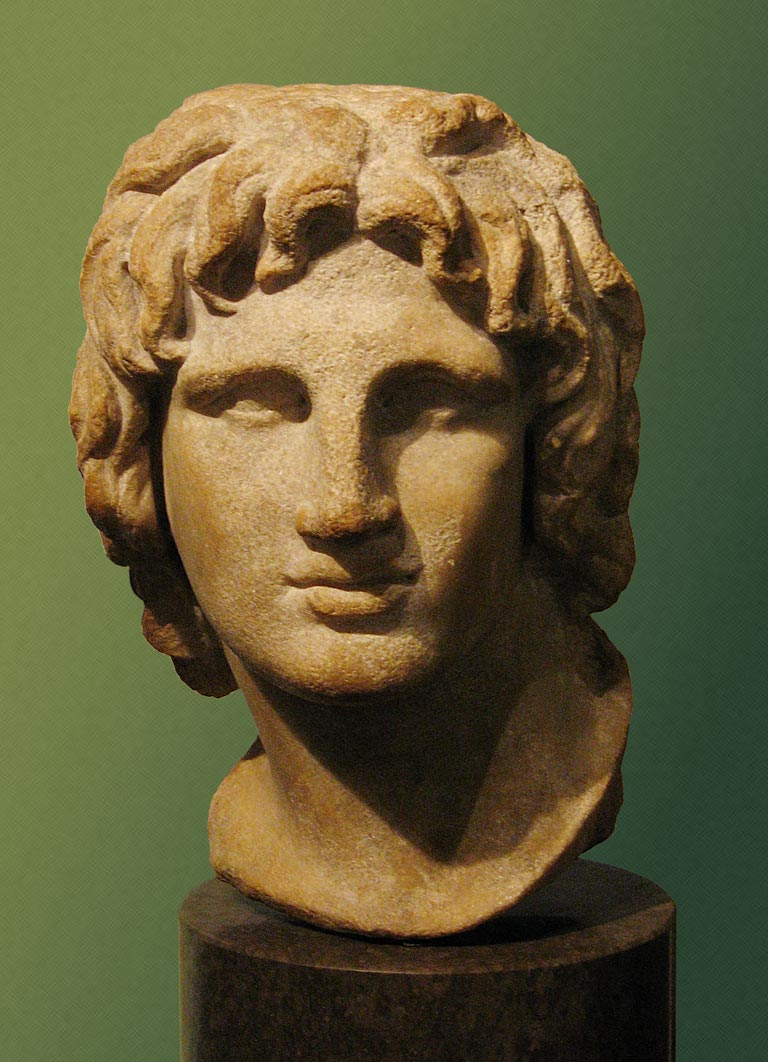
Aleksander Wielki

Aleksandrer Wielki po zdobyciu Persji udał się do Indii. Jeden z tamtejszych królów, Kobad, wysłał mu na spotkanie posła z darami, którym był indyjski mędrzec. Aleksander przekonany o jego mądrości wysłał mu naczynie po brzegi pełne oliwy. Mędrzec włożył do niego po jednej bez rozlania płynu tysiąc igieł. Wtedy wódz macedoński nakazał wylać oliwę, a z igieł utoczyć okrągłą gałkę. Mędrzec rozciął ją i spłaszczył tak, że stała się zwierciadłem i odesłał Aleksandrowi. Ten włożył zwierciadło w naczynie z wodą i posłał swemu rozmówcy. Mędrzec uczynił ze zwierciadła kubek i napełnił go wodą z naczynia. Wówczas wódz wylał wodę, a nasypał do kubka ziemi. Zapłakał mędrzec na ten widok.
Gdy go władca zapytał, co rozumiał przez te znaki, odpowiedział, że naczynie z pełne oliwy zrozumiał jako przekonanie króla o pełni swej wiedzy, próbował więc wskazać, że choć wiele rzeczy wiemy, jeszcze większa jest nasza niewiedza. Gałka oznaczał dla niego umysł wzniesiony, ale nieużyteczny, zwierciadło zaś, w którym się każdy przejrzeć może, uczy, że nie tylko dla siebie winniśmy być pożyteczni. Zwierciadło zanurzone w wodzie oznaczało zanurzenie umysłu w wieczności, przerobienie go na kubek miało wskazać, że umysł, gdy z niego dobrze korzystamy, wiele rzeczy pomieścić może. Zapłakał zaś, widząc w kubku ziemię, która i jego i Aleksandra pokona.

## Analiza
Anegdoty z życia Aleksandra Wielkiego popularne były już w starożytności. Literatura średniowieczna rozwinęła gatunek fantastycznych opowiadań o jego życiu. Aleksander Macedoński stał się ulubionym bohaterem niezliczonej ilości „Aleksandreid“. Krasicki  szczególniej  interesował  się  czynami wielkiego bohatera i przełożył z Plutarcha jego życiorys. Źródło opowieści jest jednak nieznane. Wśród wielu opowieści o Aleksandrze trudno odnaleźć historię o mędrcu pouczającym go, że jednakowy los czeka króla i żebraka.